# Villa Defregger
Villa Defregger è una residenza nobiliare di Bolzano.

## Storia
La villa venne realizzata nel 1879 secondo i canoni dello storicismo dall'architetto Sebastian Altmann per il pittore Franz Defregger che la utilizzava nei suoi frequenti soggiorni. Al momento della costruzione si trovava nel comune di Dodiciville, in località San Giovanni in Villa (St. Johann im Dorf), che verrà poi inglobato nel capoluogo nel 1911.
L'edificio venne ampliato nel 1889 sempre ad opera di Altmann, con l'aggiunta della torretta e di un ampio portale. Il fregio è opera di Albert Stolz.
La villa ed il suo giardino sono tutelati dal 1985.